# بسام (اسم)
بسام هو اسم علم مذكر من اصل عربي معناه: ذو الوجه البشوش بشكل دائم.

## الأصل اللغوي
هو اسم علم مذكر، جاء على صيغة المبالغة من اسم باسم، ومعناه ذو الوجه البشوش بشكلٍ دائم، أو الذي يضحك ضحكة خفيفة باستمرار، أو كثير الابتسام.

## شخصيات تحمل الاسم
- بسام جرار
- بسام كوسا
- بسام لطفي
- بسام الملا
- بسام الحمراوي
- بسام الصرارفي
- بسام الراوي
- بسام أبو شريف
- بسام بدران
- بسام حجار
- بسام مهدي
- بسام الفليح
- بسام عبد المجيد
- بسام بونني
- بسام أبو زيد
- بسام اسخيطة
- بسام البزاز
- بسام البغدادي
- بسام البني
- بسام التلهوني
- بسام الجلبي
- بسام الحريجي
- بسام الحسوني
- بسام الخطيب
- بسام الدخيل
- بسام الذوادي
- بسام الزرقا
- بسام الشكعة
- بسام الصالحي
- بسام الصباغ
- بسام العثمان
- بسام العدل
- بسام العسلي
- بسام العموش
- بسام الفليح
- بسام القاضي
- بسام المسلم
- بسام المصري
- بسام أمين السايح
- بسام إبراهيم
- بسام براك
- بسام بن إبراهيم
- بسام جاموس
- بسام حدادين
- بسام حسن
- بسام حمشو
- بسام داود
- بسام دكاك
- بسام رؤوف
- بسام رجب
- بسام زعمط
- بسام سابا
- بسام شاكر
- بسام شاهين
- بسام شبارو
- بسام شمس الدين
- بسام طعمة
- بسام طيبي
- بسام علي
- بسام علي حسن الشاطر
- بسام علواني
- بسام عيد
- بسام فرج
- بسام فرنجية
- بسام فريحة
- بسام كنج
- بسام مولوي
- بسام يمين